# RADIO GROOVE F-STYLE
RADIO GROOVE F-STYLE（レディオグルーヴ エフスタイル）はふくしまFMで放送されている番組である。

## 放送時間
- 毎週金曜日　16:00 - 18:50

## パーソナリティ
- 三吉梨香

## 主な番組
4時台
- ニュース（16：05～）
- はぴねすくらぶラジオショッピング（16：10～）
- ふくしま旬な食の旅（16：15～）
- ウェザーレポート（16：25～）
- ミュージックタイムマシーン（16：45～）
- 住まいるグッズインフォメーション（16：50～）
- めざせ！夏の甲子園（16：55～）

　5時台
- ニュース（17：05～）
- エコ　de Smile　ソーラーポスト（17：20～）
- イオンシネマナビ！（17：25～）
- キビタンスマイル～ふくしまからチャレンジはじめよう～（17：30～）
- 暮らしの歳時記（毎月第一金曜日　17：36～）
- トラフィックインフォメーション（17：49～）
- プリンストラフィックジャーナル（17：52～）
- ウェザーレポート（17：55～）

　6時台
- ニュース（18：05～）
- いわきアリオス　アートジュークボックス（18：10～）
- 民友新聞ニュースヘッドライン（18：20～）
- ウェザーレポート（18：25～）
- トラフィックインフォメーション（18：30～）
- 福が満開、福ラジオ（18：35～）
- 阿部多江子の「Good Luck Diary」（18：50～）